# Goldie Hexagon Racing
Il Goldie Hexagon Racing è stata una scuderia di Formula 1, fondata da Paul Michaels. Partecipò alla stagione 1974 del Campionato mondiale di Formula 1, impiegando una vettura costruita dalla Brabham.

## Formula 1

### 1972
L'esordio assoluto per il team fu nel World Championship Victory Race 1972, gara non valida per il campionato mondiale, disputata sul Circuito di Brands Hatch, nell'ottobre di quell'anno. Il pilota impiegato dalla scuderia britannica fu il nordirlandese John Watson, che venne fatto correre con una March 721. Dopo il decimo posto in qualifica, chiuse al sesto posto in gara.

### 1973
Nel 1973 John Goldie sostenne ancora Watson, per il suo esordio nel Campionato mondiale. Il pilota nordirlandese venne  iscritto dal team Brabham, che gli mise a disposizione una Brabham BT37, al Gran Premio di Gran Bretagna; la vettura affrontò la gara con una curiosa livrea di colore marrone. Watson si qualificò ventitreesimo, staccato di 3"8 dal tempo del poleman, Ronnie Peterson. In gara fu costretto all'abbandono al trentaseiesimo giro. Nel resto della stagione Watson fu legato sempre al team ufficiale.

### 1974
Nella stagione 1974 la Goldie Hexagon Racing decise di affrontare l'intero campionato, mettendo a disposizione del pilota britannico una Brabham BT42. Nelle prime cinque gare della stagione Watson non colse punti, ma nel Gran Premio di Monaco, giunse sesto, conquistando il suo primo punto iridato. Partito ventitreesimo, fu favorito dai molti ritiri, ben 16, e dal fatto che due piloti non fossero partiti.
Watson dimostrò una certa regolarità, nelle gare successive, in cui colse però sempre piazzamenti fuori dai punti, tra cui il settimo al Gran Premio d'Olanda. Nella gara seguente, il Gran Premio di Francia, la scuderia impiegò anche una seconda vettura, affidata al brasiliano Carlos Pace. Nel Gran Premio d'Austria il team mise a disposizione di Watson una più moderna Brabham BT44. Partito undicesimo, il nordilnadese fu autore ancora di una gara regolare che, grazie a diversi ritiri e incidenti degli avversari, lo portò a chiudere al quarto posto.
Watson colse un bel exploit nelle qualifiche del Gran Premio d'Italia, ove ottenne il quarto tempo. Nelle stesse qualifiche fu però vittima anche di un brutto incidente alla Seconda di Lesmo, che non ebbe conseguenze sul pilota ma distrusse la monoposto. La gara venne penalizzata da un errore alla chicane, al decimo giro, che costò al pilota un'uscita di pista; Watson poté proseguire, anche se l'errore lo fece sprofondare lontano dalla zona dei punti. Chiuse alla fine settimo.
Anche nell'ultima gara dell'anno, il Gran Premio degli USA, Watson fu autore di una ottima qualifica, settimo. In gara fu ancora autore di una bella gara, caratterizzata da una lunga lotta con Arturo Merzario, in cui chiuse quinto. Watson chiuse al quindicesimo posto nella classifica piloti.
Pur dotato di una vettura poco competitiva, Watson fu il pilota che effettuò più giri in gara, nel corso della stagione. Chiuse 897 giri, pari al 91,62% dei giri totali della stagione.

### 1977
L'ultima apparizione per il team, nella massima serie, fu in occasione del Gran Premio di Gran Bretagna 1977. Venne iscritto il pilota britannico Derek Bell, con una Penske. Il britannico aveva già disputato 16 gran premi, e mancava dal Gran Premio del Canada 1974, corso con una Surtees. La vettura però venne considerata non conforme e così il pilota non poté prendere parte alle prequalifiche.